# Heinrich Botho Scheube

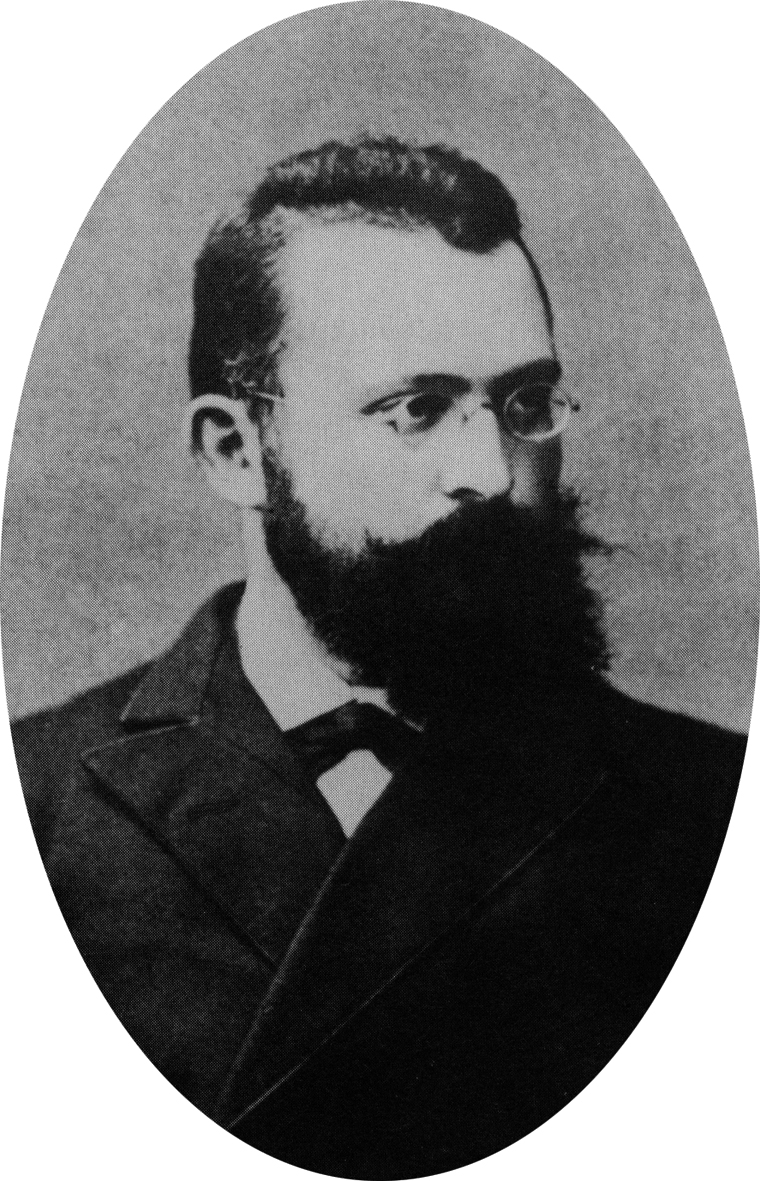
Heinrich Botho Scheube

Heinrich Botho Scheube (ur. 18 sierpnia 1853 w Zeitz, zm. 10 lutego 1923 w Greiz) – niemiecki lekarz, profesor Uniwersytetu Medycznego w Kioto. 

## Życiorys
Studiował medycynę na Uniwersytecie w Lipsku, ukończył studia w 1876 roku, od 1876 do 1877 asystent w klinice chorób wewnętrznych w Lipsku u Wunderlicha. Od 1877 do 1881 profesor w szkole medycznej w Kioto i dyrektor szpitala rządowego. W 1882 roku podróżował do Chin, Syjamu, na Jawę i Cejlon. W 1883 roku powrócił do Europy, do 1885 roku był Privatdozentem w Lipsku, a od 1885 roku referentem i praktykującym lekarzem w Greiz. Współredagował Realencyklopädie Eulenburga w zakresie haseł z dziedziny medycyny tropikalnej. 

## Wybrane prace
- Die Ainos. Yokohama 1881
- Beriberi. Virchow's Archiv
- Die japanische Kak-ke Beri-beri. Druck von J. B. Hirschfeld, 1882
- Zur Geschichte der Syphilis[1]. 1883
- Die Filaria-Krankheit. Samml. klin. Vortr., 1883
- Klinische Propädeutik. Ein Lehrbuch der klinischen Untersuchungsmethoden. Leipzig: F. C. W. Vogel, 1884
- Klinische Beobachtungen über die Krankheiten Japans[2]. 1885
- Weitere Beiträge zur pathologischen Anatomie und Histologie der Beri-beri (Kak-ke)[3]. 1884
- Die Beriberi-Krankheit. Jena 1894
- Die Krankheiten der warmen Länder. Jena 1896
- 脚気論, 1897
- Die Beriberi-Epidemien in Richmond Asylum in Dublin. Arch. f. Schiffs- u. Tropen-Hyg., 1898
- Ueber klimatische Bubonen. Deutsches Arch. f. klin. Med., 1899
- Die Krankheiten der warmen Länder. Ein Handbuch für Aerzte. Jena: G. Fischer, 1910